# Чумацький Шлях (село)
Чумацький Шлях (до 2016 — Володимиро-Іллінка) — село в Україні, у Новотроїцькій селищній громаді Генічеського району Херсонської області. Населення становить 866 осіб.

## Географія
Село розташоване за 45 км від центру громади і за 65 км від найближчої залізничної станції Новоолексіївка. Площа: 37,432 км².

## Історія
Село засноване у 1921 році переселенцями з с. Горностаївка та Агайман.
У 1927 році у Володимиро-Іллінці створено товариство спільного обробітку землі «Єднання», у 1930 — «Возрождение». У 1932 році вони були об'єднані в колгосп імені Фрунзе.
14 вересня 1941 року село було окуповане німецькими військами. Визволене 29 жовтня 1943 року.
05 лютого 1965 року Указом Президії Верховної Ради Української РСР передано Володимиро-Іллінську сільраду Чаплинського району до складу Новотроїцького району.
12 червня 2020 року, відповідно до розпорядження Кабінету Міністрів України № 713-р «Про визначення адміністративних центрів та затвердження територій територіальних громад Запорізької області», увійшло до складу Новотроїцької селищної громади.
17 липня 2020 року, в результаті адміністративно-територіальної реформи та ліквідації Новотроїцького району, село увійшло до складу Генічеського району.

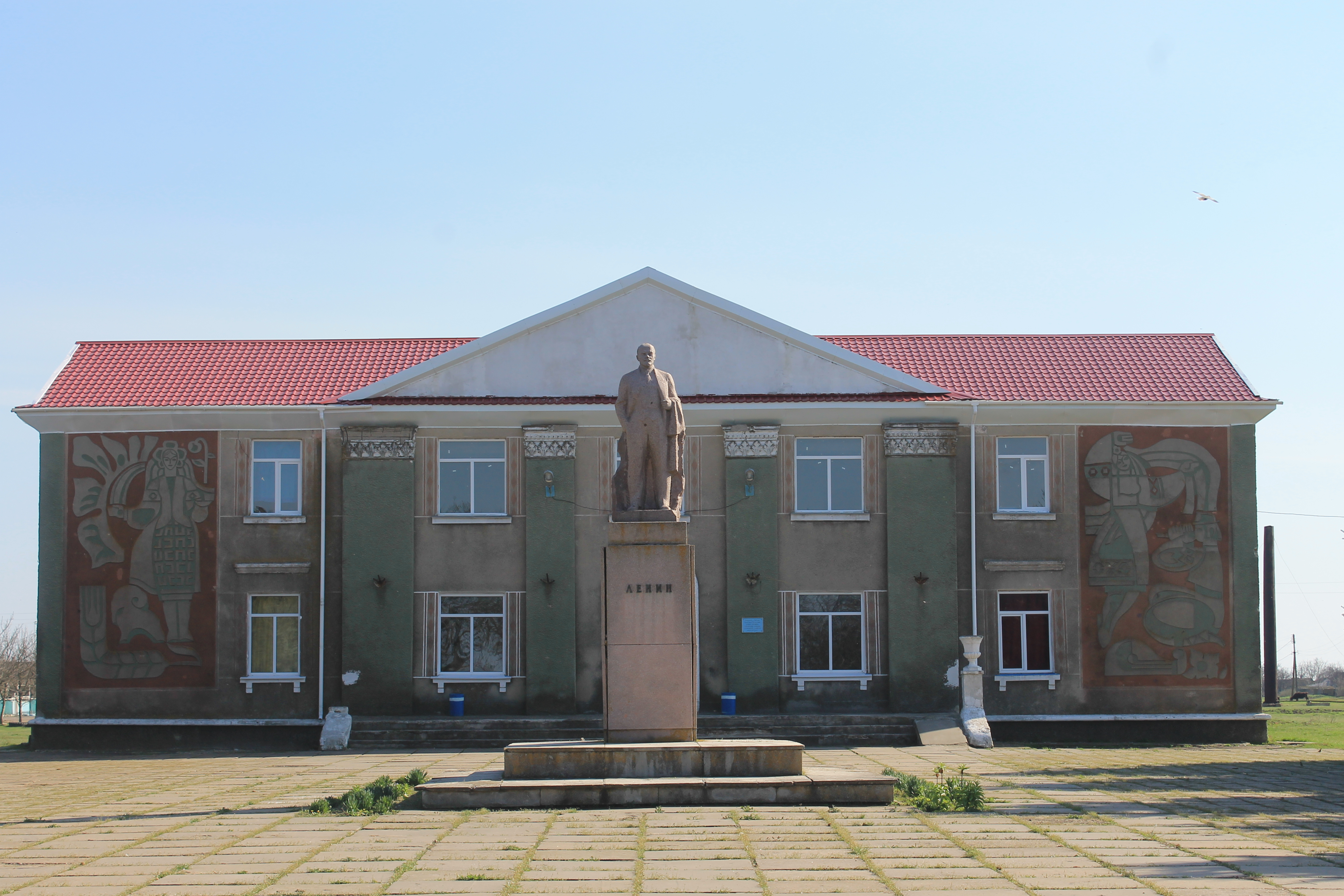
Клуб

У селі функціонують: загальноосвітня школа, дитячий садок, будинок культури, краєзнавчий музей, спортклуб «Витязь».
24 лютого 2022 року село тимчасово окуповане російськими військами під час російсько-української війни.

## Пам'ятки історії, архітектури та культурної спадщини
Пам'ятник воїнам, які загинули при визволенні села від німецьких окупантів, пам'ятник на честь воїнів-односельчан, пам'ятний знак жертвам Голодомору 1932—1933 рр. (рік встановлення — 2008)